# Бульвар Эстония
Бульва́р Эсто́ния, также Эсто́ния пу́йестеэ (эст. Estonia puiestee) — одна из центральных улиц Таллина, Эстония.

## География
Пролегает в микрорайонах Сюдалинн и Татари городского района Кесклинн. Идёт от площади Свободы к улице Антса Лайкмаа, где переходит в улицу Гонсиори. Протяжённость — 699 метров. Бульвар служит одной из границ парка Таммсааре.

## История
В конце XIX века улица называлась нем. Russische Marktpromenade, в начале XX века — Глиняный бульвар (нем. Lehmpforten-Promenade), в 1908 и 1921 годах упоминается как эст. Viruvärava puiestee. Современное название улица получила в 1922 году, когда в ходе кампании по переименованию таллинских улиц Глиняный бульвар стал бульваром Эстония.
В 1904 году участок земли, примыкающей к бульвару, был выделен под строительство театрального здания «Ревельский эстонский театр и народный дом» (ныне — Национальная опера «Эстония»).

## Застройка

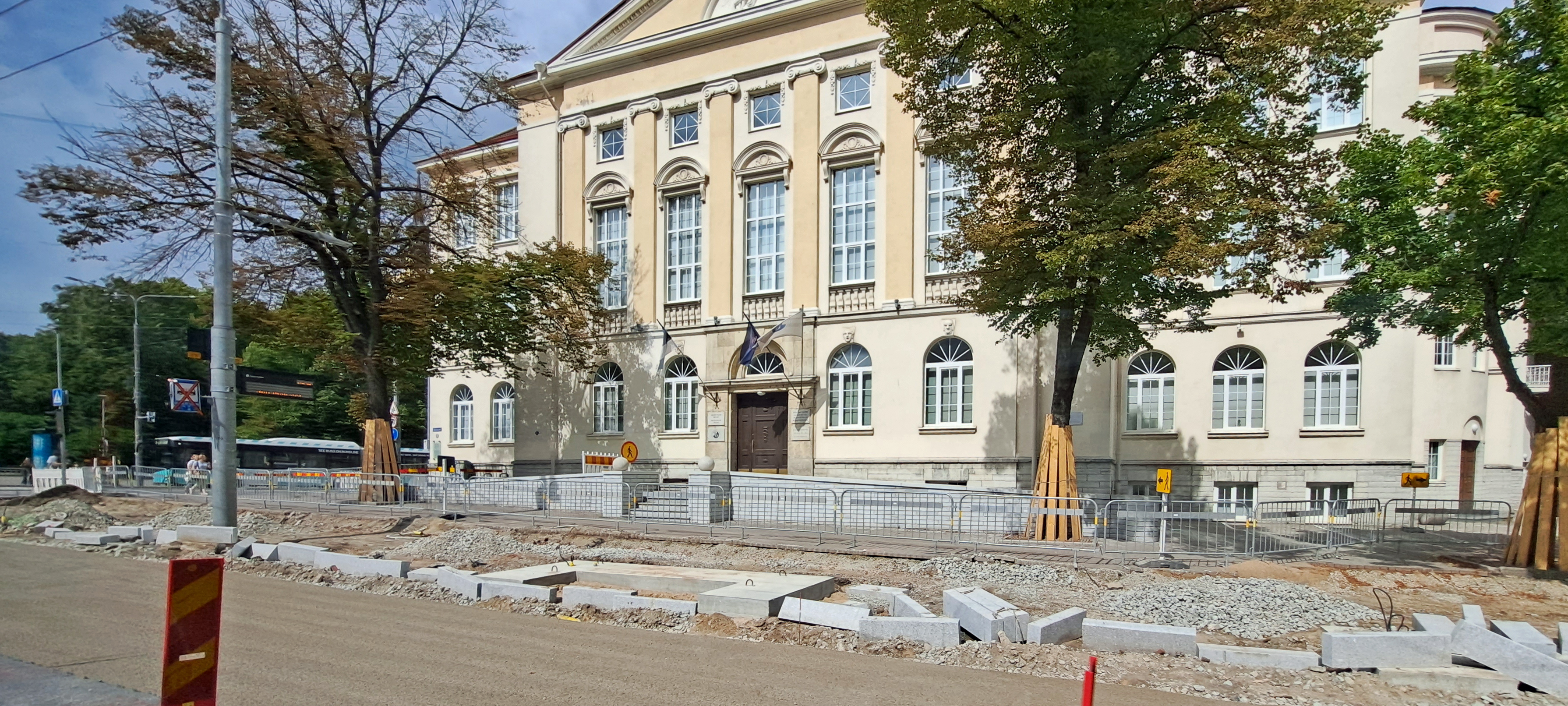
Бульвар Эстония в ходе строительства новой трамвайной линии, 2023 год

- Дом 4 — Национальная опера «Эстония» (архитекторы Армас Линдгрен и Виви Лённ, 1913).
  - Статуя «Сумерки» (эст. «Hämarik») у универмага «Viru Keskus» (площадь Виру, 4)[8].
- Дом 6 — Таллинская реальная школа (1881—1884, архитектор М. Хеппенер, инженер К. Якоби). Памятник учителям и ученикам, павшим в освободительной войне 1918—1920 годов[9].
- Дом 8 — Таллинская центральная библиотека[10] (бывшее здание Таллиннского русского общественного собрания, 1894—1895, архитекторы Р. Кнюпфер и М. Т. Преображенский)[11]. С 1957 года в этом здании находился филиал Исторического музея ЭССР — «Рабочий подвал» (с 1921 по 1924 год подвал и помещения третьего этажа занимали легальные рабочие организации)[12].
- Дом 9 — Торговый центр Solaris.
  - Памятник народному писателю Эстонской ССР Карлу Эрнсту Сяргаве (Петерсону)[13][14].
- Дом 10 — Таллинский английский колледж.
- Дом 11 — Банк Эстонии (бывшее Эстляндское дворянское кредитное общество, архитектор А. Рейнберг, 1902—1904).
- Дом 13 — Бывшее отделение Государственного банка Российской империи в Таллине (1908, архитектор А. Ярон). 24 февраля 1918 года в здании было сформировано Временное правительство Эстонии. Большой зал (Зал независимости) украшает картина русского символиста Николая Калмакова (создана в 1921 году) «24 февраля 1918 года», изображающая членов Комитета спасения — Константина Пятса, Юри Вильмса и Константина Коника. В 1935 году на углу бульвара Эстония, 13 и улицы Кентманни, 1 было построено новое здание Банка Эстонии в стиле функционализма по проекту архитекторов Эугена Хаберманна[нем.] и Герберта Йохансона, при участии инженера Фердинанда Густава Адоффа. В советское время в здании находилось Эстонское отделение Государственного банка СССР.
- Дом 15 — Министерство социальной защиты Эстонии.

Бульвар Эстония
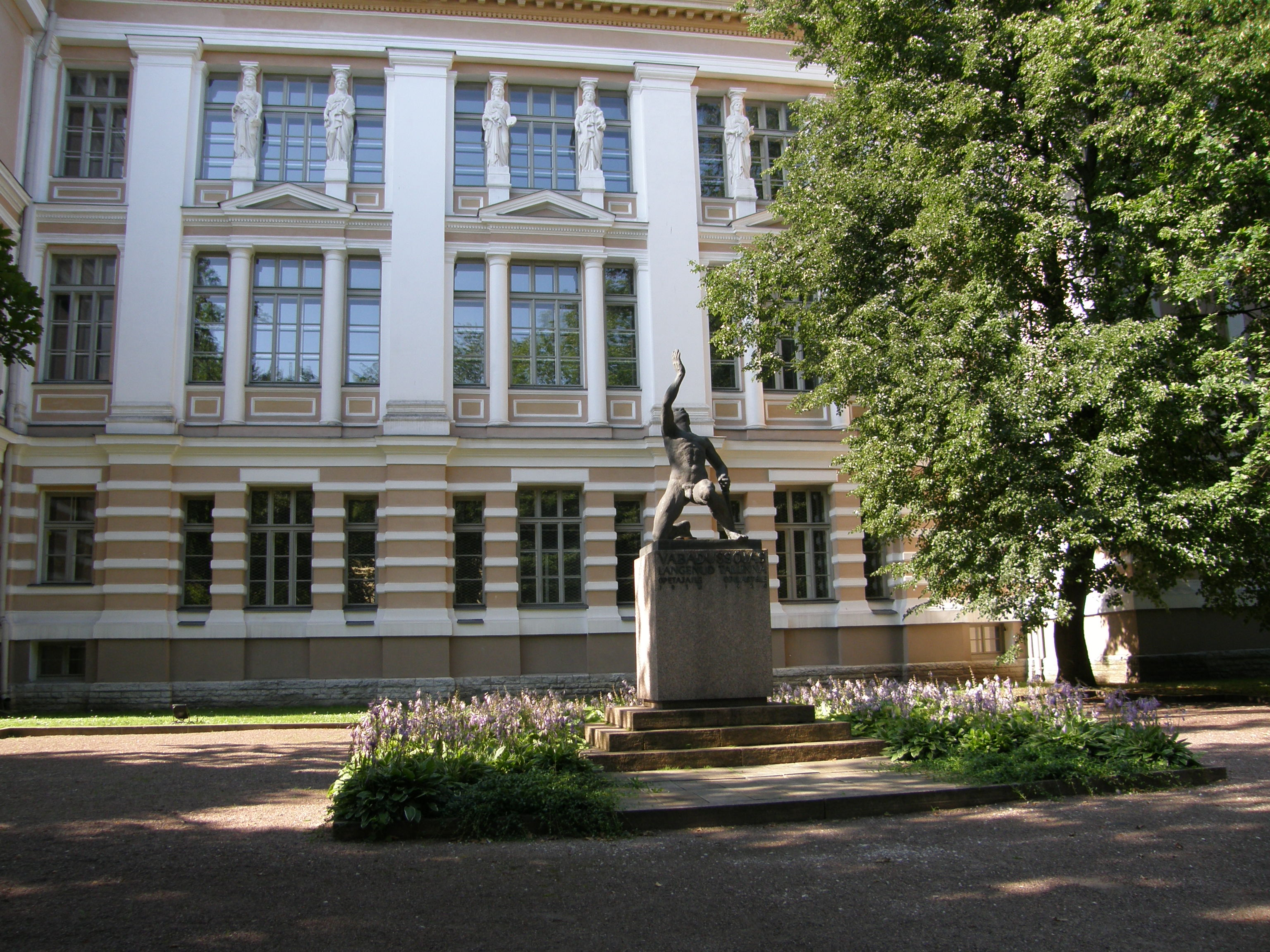
Дом 6, Таллинская реальная школа
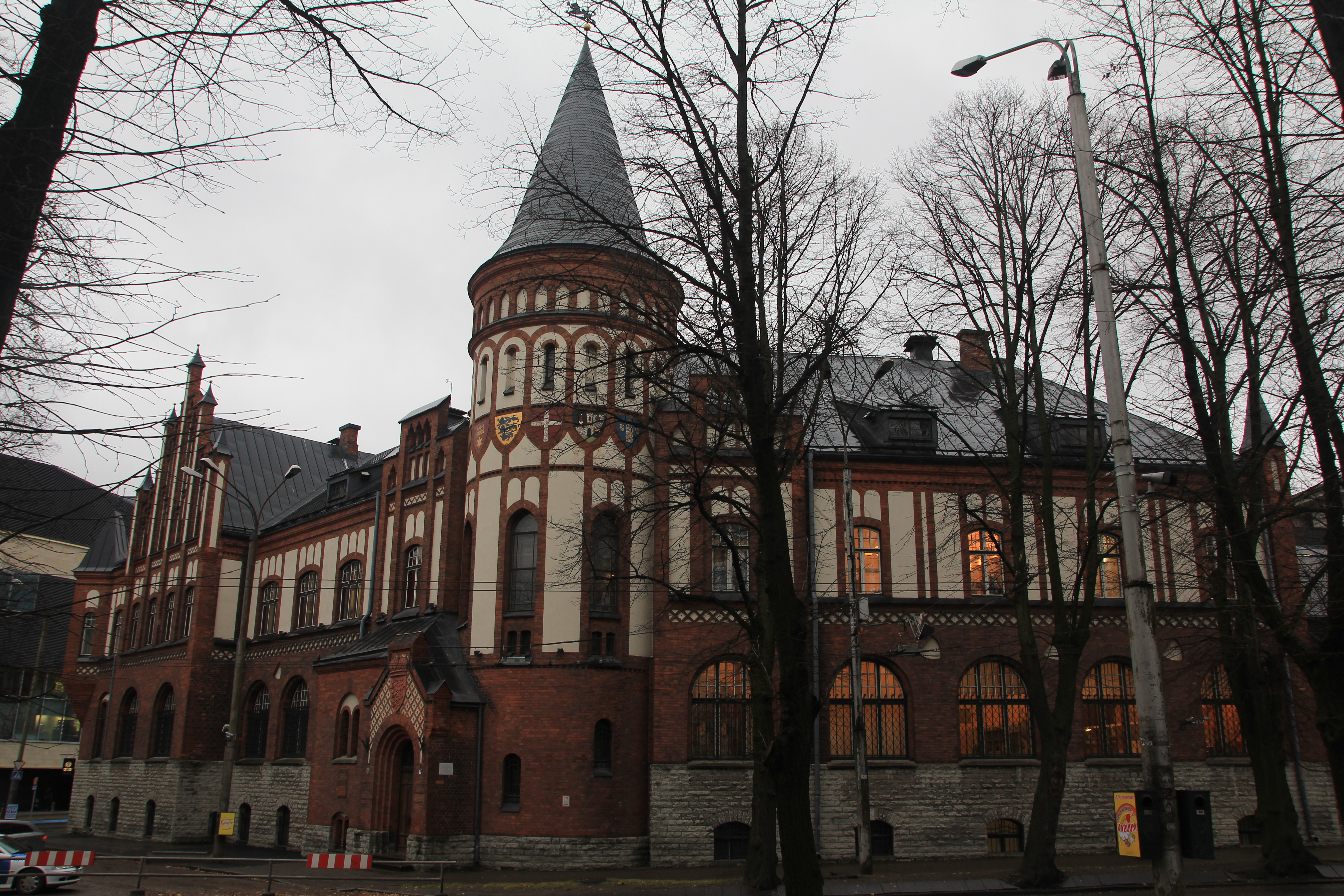
Дом 11, Банк Эстонии
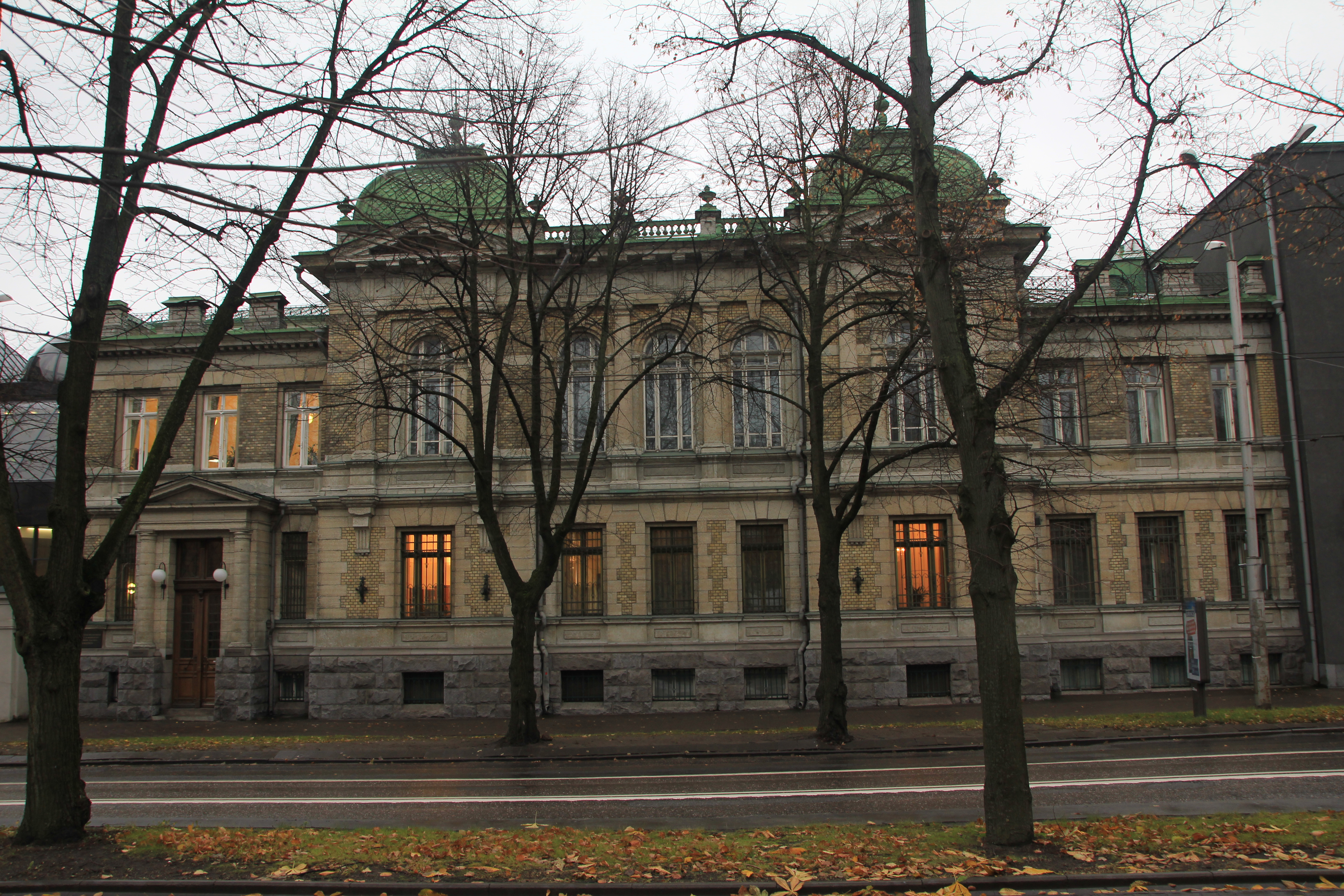
Дом 13